# Basili el Llop
Basili el Llop (Basil Lupo) fou príncep de Moldàvia el segle xvii, sota sobirania otomana.
Va néixer vers el 1595 a Albània, i els turcs li van concedir el govern de Moldàvia com hospodar el 1634. El seu regnat fou una contínua lluita contra l'hospodar de Valàquia, Mateu Besarab (1632-1654). Va confiscar moltes propietats i va angoixar amb impostos als seus súbdits; va fundar escoles gregues als monestirs i a aquestos els va millorar i dotar. A Jasi va construir l'església dels Tres Sants. També va establir una impremta al país, i es va imprimir el codi civil i el penal del 1646.
Fou deposat el 1653 per ordre de la Porta (el govern otomà), acomplerta pel kan de Crimea. Carregat de cadenes fou portat a Constantinoble, i fou desterrat a Edícola. El 1659 va poder tornar al seu poble d'origen però ja no se sap res més de la seva vida.